# Monte Cerignone
Monte Cerignone é uma comuna italiana da região dos Marche, Província de Pesaro e Urbino, com cerca de 686 habitantes. Estende-se por uma área de 18 km², tendo uma densidade populacional de 38 hab/km². Faz fronteira com Macerata Feltria, Mercatino Conca, Montecopiolo, Monte Grimano, Sassocorvaro, Tavoleto.